# Mihaela Peneș
Mihaela Peneș, née le 22 juillet 1947 à Bucarest et morte le 29 août 2024, est une athlète roumaine, spécialiste du lancer du javelot. 
Lorsqu'elle atteint le 16 octobre 1964 la finale du lancer du javelot des jeux de Tokyo, elle a 17 ans. Le matin en qualifications, la Soviétique Elena Gorchakova bat le record du monde avec un jet à 62.40 m. Peneș lança à 60.54 m à son premier essai. C'était suffisant pour devenir championne olympique devant la Hongroise Márta Rudas et Elena Gorchakova.
Aux championnats d'Europe de 1966, elle se classe deuxième derrière l'Est-Allemande Marion Lüttge.
À 21 ans, elle se présente aux jeux de 1968 à Mexico pour y défendre son titre. Comme quatre ans plus tôt, elle réussissait son meilleur jet (59.92 m) à son premier essai. Mais la Hongroise Angéla Németh à son deuxième essai réussissait 60.36 et remportait le titre devant Peneș et l'Autrichienne Eva Janko.

## Palmarès

### Jeux olympiques d'été
- Jeux olympiques d'été de 1964 à Tokyo ( Japon)
  -  Médaille d'or au lancer du javelot
- Jeux olympiques d'été de 1968 à Mexico ( Mexique)
  -  Médaille d'argent au lancer du javelot

### Championnats d'Europe d'athlétisme
- Championnats d'Europe d'athlétisme de 1966 à Budapest ( Hongrie)
  -  Médaille d'argent au lancer du javelot